# Чек (фильм)
«Чек» — остросюжетный триллер Александра Бородянского и Бориса Гиллера, снятый и выпущенный в прокат в 2000 году.

## Сюжет
Россия конца 90-х годов. У бывшего полковника милиции, а ныне — предпринимателя Геннадия Расторгуева проблемы: его племяннику Акежану понадобилась срочная операция на сердце. В процессе поиска денег Расторгуев был убит. Его племянники — русский богатырь Илья и компьютерный гений Акежан продолжили дело.
Оказалось, что деньги на операцию есть — это чек на пять миллионов долларов. Но эти деньги оказались нужны не только Акежану и Илье, а ещё и мафиозной группировке, возглавляемой женщиной по имени Марина.
Всё действие фильма происходит около этого чека, у которого тоже непростая история (по цитатам Брюнета, одного из героев, становится ясно следующее: «Полгода назад один большой человек решил за границей для спецназа закупить оружие и аппаратуру для борьбы с террористами. Легально этого сделать было нельзя — деньги шли из специальных фондов. Тогда доверенные ему люди обратились к одной даме, которая занималась подобными делами. Четыре человека с чеками, на пять миллионов долларов каждый, на предъявителя, были посланы в Швейцарию. Трое вручили свои чеки, а четвёртый исчез — вместе с чеком. Тогда случилась странная вещь — всё заказанное за границей было получено в срок. Возникает вопрос: „Кто решил прикарманить пять миллионов долларов?“ Ваш дядя был внедрён в ближайшее окружение этой дамы… Я всё уже выяснил: эта баба и большой начальник договорились разделить эти пять миллионов долларов. И он добрался до этого чека. Тогда же понадобилась операция пацану — так вот, Гена попросил шефа, чтобы ему заняли денег на операцию. Шеф пообещал, но Гена ему уже не верил, и в качестве страховки разделил этот чек на две части — одну он доверил отдать шефу, а другую спрятал до тех пор, пока не получит сто тысяч на операцию. …Мне приказали его охранять. Он был уложен вместе со своей второй половиной чека. Его убили люди этой дамы, случайно, когда хотели узнать, где он спрятал чек»).
Комментарии излишни — Брюнет всё выдал под конец фильма и погиб, обороняясь от бандитов. Марина и её люди продолжают охоту и выходят на казахскую общину. Сакен случайно узнаёт, что есть пять миллионов долларов и начинает опасаться за жизнь сына — Акежана. В финале Марина и её люди погибают, Сакен тоже. Илья чудом остаётся в живых и, вместе с Соней и Акежаном, уезжает в Иерусалим на операцию.

## В ролях
- Алексей Макаров — Илья
- Александра Твердохлиб — Соня
- Ержан Беркимбаев — Акежан
- Николай Фоменко — Брюнет
- Николай Расторгуев — Геннадий Иванович Расторгуев
- Юлия Рутберг — Марина
- Роман Радов — Гвоздь
- Андрей Лукьянов — Семён
- Ольга Будина — Секретарь
- Дмитрий Шевченко — Доктор
- Досхан Жолжаксынов — Сакен
- Михаил Церишенко — Банкир
- Владимир Брежнев — Лексус
- Иван Рыжиков — Белобрысый
- Армандс Нейландс-Яунземс — Серж
- Татьяна Новик — Хозяйка борделя
- Валерий Афанасьев — Генерал
- Дмитрий Кошкин — Менеджер
- Людмила Липнер — Катя и Лариса
- Екатерина Юдина — Референт
- Владимир Носилевский — Батон
- Оксана Базык — Стриптизёрша
- Елена Королёва — эпизод

## Съёмочная группа
- Режиссёры: Александр Бородянский, Борис Гиллер
- Сценаристы: Александр Бородянский, Борис Гиллер
- Операторы: Михаил Агранович, Вадим Алисов, Элизбар Караваев, Геннадий Карюк, Павел Лебешев
- Композиторы: Дмитрий Атовмян, Сергей Чиграков
- Звукооператор: Игорь Майоров
- Художник: Валентин Гидулянов
- Продюсеры: Борис Гиллер, Галина Шадур
- Костюмы: Алла Оленева

## Музыка в фильме
- Queen — «I Want to Break Free»
- Чиж & Co — «Фантом», «Если», «Прекрасное воскресенье»
- Любэ — «Атас»

## Съёмки
Съёмки фильма проводились в Ярославле, где, о чём прямо сообщается в титрах, происходит действие фильме: Герои живут в частном секторе в Красноперекопском районе, Акеджана с приступом привозят в больницу имени Соловьева, милиция располагается в здании Кировского РОВД на Большой Октябрьской, герои скрываются от бандитов в Казанском монастыре, а компьютерный клуб расположен в бывшем кинотеатре «Арс», где сейчас располагается Ярославский камерный театр. В кадре видны улица Андропова, Волжская набережная, мост через Которосль и церковь Спаса на Городу., кроме того велись в деревне Аристово, которая в фильме называется Расторгуево.

## Фестивали
- 2000 — Кинотавр — участие в основной конкурсной программе, призами отмечен не был
- 2001 — VIII Международный детский кинофестиваль в Артеке — приз «Самый увлекательный»[4]